# ملعب سعيد عمارة
ملعب سعيد عمارة سابقا ملعب 13 أبريل 1958 هو ملعب لكرة القدم يقع في مدينة سعيدة الجزائرية. وهو مكان تدريب نادي مولودية سعيدة.

## وصلات خارجية
- Fiche du stade - worldstadiums.com